# Csévharaszt
Csévharaszt è un comune dell'Ungheria di 2.000 abitanti (dati 2001) situato nella contea di Pest, nell'Ungheria settentrionale.